# San Pedro Tlatepusco
San Pedro Tlatepusco är en ort i Mexiko.   Den ligger i kommunen San Felipe Usila och delstaten Oaxaca, i den sydöstra delen av landet, 300 km sydost om huvudstaden Mexico City. San Pedro Tlatepusco ligger 440 meter över havet och antalet invånare är 211.
Terrängen runt San Pedro Tlatepusco är bergig åt sydost, men åt nordväst är den kuperad. San Pedro Tlatepusco ligger nere i en dal. Runt San Pedro Tlatepusco är det ganska glesbefolkat, med 21 invånare per kvadratkilometer. Närmaste större samhälle är San Felipe Usila, 12,0 km norr om San Pedro Tlatepusco. I omgivningarna runt San Pedro Tlatepusco växer i huvudsak städsegrön lövskog.